# Готье, Теофиль
Пьер Жюль Теофи́ль Готье́ (фр. Pierre Jules Théophile Gautier; 31 августа 1811, Тарб — 23 октября 1872, Нёйи близ Парижа) — французский прозаик и поэт романтической школы, журналист, критик, путешественник.

## Биография
Теофиль Готье родился 31 августа 1811 года в Тарбе, на юге Франции, но вскорости его семья переехала в столицу. Рождение в южном климате наложило глубокий отпечаток на темперамент поэта, сохранившего на всю жизнь, проведённую почти исключительно в Париже, тоску по югу и тому, что он называет в своей автобиографии «южным фоном» („un fond méridional“). Получив блестящее гуманитарное образование, Готье начал с живописи и, состоя учеником в мастерской Риу (фр.), стал ревностным сторонником романтизма, сосредоточивавшегося около идола тогдашней молодёжи, В. Гюго. В баталиях, происходивших на представлениях „Hernani“ («Эрнани»), Готье принимал энергичное участие, предводительствуя отрядом восторженной молодёжи. Тогдашний костюм Готье, его красный жилет и длинные волосы, вошли в историю романтизма; воспоминания о них преследовали Готье ещё долго после того, как он перестал выражать своё литературное мировоззрение внешними признаками.
В 1830 году вышел первый томик стихотворений Готье „Poésies“, внешнему успеху которого сильно повредили политические события. Этим сборником он вступил в романтический cénacle, как называл себя кружок молодых энтузиастов нового направления. Ближайшими друзьями Готье были Жерар де Нерваль, Селестен Нантейль и другие члены кружка, про которых говорили, что они живут поэзией, завтракая одой и обедая балладой. «Мы верили тогда, — писал Готье Сент-Бёву, вспоминая об этом времени, — мы любили, мы восторгались, мы были опьянены прекрасным, у нас была божественная мания искусства». К периоду 1830—1836 годов относятся многие из самых известных произведений Готье — поэма «Альбертус» („Albertus“ 1832), романы «Молодая Франция», („La Jeune-  France“ 1834), «Мадемуазель де Мопен» („Mademoiselle de Maupin“ 1835), «Фортунио» („Fortunio“, 1838), «Слеза дьявола» („Une larme du diable“ 1839), a также первая часть книги о забытых поэтах XV—XVII веков «Гротески» („Grotesques“).
В поэме «Альбертус» Готье примкнул к самому крайнему романтизму по выбору сюжета и его обработке, представляющей квинтэссенцию романтической приподнятости страстей, эксцентричности образов, антитез и метафор. Но уже в «Молодой Франции» Готье вносит в общее течение романтизма свою оригинальную нотку простоты и поэтичности, умеряющую вычурность и резкость обычного романтического стиля. Одна из самых поэтичных и художественно прекрасных новелл сборника — известный рассказ «Гнездо соловья» („Un nid de rossignols“).
В „Comédie de la Mort“, составляющей вместе с некоторыми другими стихотворениями второй сборник стихотворений Готье «Комедия смерти» (1838), поэт блуждает между гробницами, пытаясь узнать от мёртвых тайну жизни и смерти. Из других пьес сборника некоторые, как, например, „Thébaide“, „Ténèbres“, отмечены беспричинной мрачностью, которую романтики любили вводить в поэзию ради красивых эффектов. Но наряду с ними есть грациозные и естественно-поэтичные пьесы, как „Coquetterie posthume“, „La Caravane“, „La Chimère“, „Le Sphinx“, „Pastel“. В них уже сказывается необыкновенная артистичность в отделке стиха, составляющая главную прелесть поэзии Готье и обеспечившая ему почётную характеристику „magicien des lettres françaises“, как гласит бодлеровское посвящение ему сборника стихотворений «Цветы зла» („ Les Fleurs du Mal“).
В 1838 году Готье увлёкся спортом и стал брать уроки у мастера французского бокса и трости Шарля Лекура, серьёзно укрепив своё здоровье и авторитет.

### Эмали и камеи
Самое законченное поэтическое произведение Готье — его сборник «Эмали и камеи» („Emaux et Camées“), отводящий ему одно из самых выдающихся мест во французской поэзии. Над стихотворениями этой книги поэт с любовью работал в часы досуга последние двадцать лет жизни. Каждое из них действительно отделано, как драгоценный камень, и вместе с тем проникнуто искренностью. Все стихотворения связаны с каким-нибудь личным воспоминанием, с чем-нибудь пережитым. Сборник этот при жизни поэта выходил в шести изданиях, пополняясь новыми лирическими миниатюрами: в издании 1852 года состоял из 18 стихотворений, в издании 1853 года к ним добавилось ещё два стихотворения. Изданная в 1858 году книга содержала 18 стихотворений первого издания и 9 новых, но не включала 2 стихотворения второго издания. Издание 1863 года включало 38 стихотворений, 1866 года — 39. В окончательное издание 1872 года, вышедшее за несколько месяцев до смерти Готье, вошло 47 стихотворений.

## Журналистика
Забота о средствах к существованию сделала Готье журналистом, и в этом он видел проклятие своей жизни. Готье рано дебютировал как художественный критик — уже в октябре 1831 года в «Le Mercure» появилась его статья о бюсте Виктора Гюго. Началось плодотворное сотрудничество с целым рядом парижских газет: «Le Cabinet de Lecture» («Читальный зал»), «La France littéraire» («Литературная Франция»), «Ariel, journal du monde élégant» («Ариель, газета высшего света»), «Le Figaro», «La Chronique de Paris» («Хроника Парижа»).
Начиная с 1836 года и до самой смерти Готье, вёл еженедельный драматический фельетон, сначала в „Presse“ Э. Жирардена, потом в „Journal Officiel“. Он написал, кроме того, несколько книг критического и историко-литературного содержания, из которых самая выдающаяся — „Grotesques“ (1844), в которых автор «открыл» нескольких давно забытых поэтов XV и XVI веков, таких как Вийон, Скюдери, Сирано де Бержерак, Сент-Аман, и обнаружил блестящий критический талант, уменье схватить и артистически передать духовный облик писателя. Стиль книги делает её образцом законченно художественной французской прозы. Теми же качествами обладают его „Histoire du romantisme“ и „Rapport sur les progrès de la poésie française“, отличающиеся, к тому же, как и „Grotesques“, беспристрастием критических суждений, чуждых всякого партийного фанатизма.
Общую тенденцию, характерную для критической манеры Т. Готье, можно определить как желание рассказать о произведении, о впечатлении от него, а не аналитический комментарий как таковой. Но в этом таилась и опасность поверхностной описательности, которую отмечали некоторые современники. Ш. Блан, знаток живописи, писал, что такая критика скользит по поверхности вещей, а сам Э. Делакруа отмечал, что Готье «берёт картину, описывает её на свой лад, создавая тем самым свою достаточно очаровательную картину, но не совершая настоящего действия критики <…> он доволен, он достиг цели пытливого писателя, но мне кажется дальше он не видит».

## Путешествия
Поэт, критик и романист, Готье также был страстным любителем путешествий. В мае 1840 года он впервые отправился сначала в Испанию, а затем в Бельгию. Писателю настолько понравилось открывать для себя новые страны, что он решил попробовать экзотику и в 1845 году изъездил почти всю Французскую Африку. Затем побывал в Англии, Голландии, Германии, Швейцарии, в 1850 году путешествовал по Италии, а в 1852 году посетил Константинополь. Свои путевые впечатления Готье описал в художественных очерках «Voyage d’Espagne», «Italia», «L’Orient» и др., которые отличаются необыкновенной точностью и поэтичностью описаний природы.
В 1867 году он был направлен своим издателем в Россию, прибыв в неё в середине русской зимы со всеми её прелестями. Следующим летом он добрался до Нижнего Новгорода, посетив знаменитую тамошнюю ярмарку. Это была самая дальняя точка от Парижа, в которой ему довелось побывать. России Готье посвятил сочинения «Путешествие в Россию» („Voyage en Russie“, 1867), полностью опубликованное на русском языке в 1988 году и «Сокровища русского искусства» („Trésors d’art de la Russie“, 1860—1863).
По словам самого писателя, повсюду он легко ассимилировался среди местных: «Я русский в России, турок в Турции, испанец в Испании, куда я возвращался несколько раз из-за страсти к гонкам с быками».

## Последние годы
В 1862 году Готье был избран председателем Национального общества изобразительных искусств („Société Nationale des Beaux-Arts“), в результате чего окружен был сонмом таких известных художников, как Эжен Делакруа, Пьер Пюви де Шаванн, Эдуард Мане, Альбер-Эрнест Карье-Беллёз и Гюстав Доре.
В 1865 году он был принят в престижный салон принцессы Матильды Бонапарт, предложившей ему должность своего библиотекаря, что дало писателю доступ ко двору Наполеона III.
С началом в июле 1870 года франко-прусской войны, узнав о наступлении германской армии на столицу, Готье вернулся на родину и остался со своей семьёй — женой Эрнестиной Гризи-Готье, дочерями Жюдит и Эстель Готье, а также сыном Теофилем Готье-младшим.
Умер от сердечного приступа 23 октября 1872 года в Нёйи-сюр-Сен, возле Парижа.

## Наследие
Библиографический перечень написанного Готье (Ch. Spoelberch de Lovenjoul, „Histoire des oeuvres de Th. Gautier“, 1887) занимает 2 тома. Конечно, его драматические фельетоны погибли, забытые в старых газетах (часть их, впрочем, собрана в „Histoire de l’art dramatique en France depuis 25 ans“, 1859). Но его романы, описания путешествий, критические произведения и, главным образом, стихотворения обеспечили ему первостепенное место во французской литературе. Его благоговейное преклонение перед чистотой и законченностью формы и терпеливое, тщательное отделывание каждой строчки стихов или прозы делают его родоначальником сменившей во Франции романтизм школы парнасцев.
„Emaux et Camées“ Готье принадлежат к одной категории с „Poêmes Barbares“ Леконта де Лиля, „Bonheur“ Сюлли-Прюдома и другими.
Беззаветно преданный поэзии, он мог заниматься ею только в часы досуга и всю жизнь был стеснён материальными заботами и ненавистной ему журнальной работой. Это накладывало отпечаток грусти на его произведения; в его автобиографических вещах видно постоянное отчаяние от невозможности исполнить теснившиеся в нём поэтические замыслы.
Известностью пользуется приключенческий роман о жизни бродячих комедиантов во Франции XVII века «Капитан Фракасс» („Le Capitaine Fracasse“, 1863; русский перевод 1895, 1957). Во Франции роман экранизировался в 1929, 1942, 1961 годах, в СССР — в 1984 году.
Его дочь Жюдит (род. 1845) пошла по стопам отца и также посвятила свою жизнь литературе; ей принадлежит множество переводов с японского языка.

## Переводы
На русский язык стихи Готье переводили В. Г. Бенедиктов, В. Я. Брюсов, А. М. Гелескул Н. С. Гумилёв, М. А. Касаткин, В. В. Левик, О. Н. Чюмина, А. С. Эфрон и многие другие поэты и переводчики. Неоднократно разными поэтами переводились на русский язык стихотворения сборника «Эмали и камеи». Первый полный русский перевод всего сборника выполнен Н. С. Гумилёвым (1914).
Роман Le Roman de La Momie (1858), переведённый А. Воротниковым и К. Жихаревой как «Роман мумии» и изданный в 1911 году, был заново отредактирован и сверен с оригиналом в 2010 году и выпускался уже как «Роман о мумии».

## Балетные сценарии
Романтический стиль произведений поэта отвечал стилистике классических балетов XIX века. Готье сам писал сценарии некоторых балетов, другие были написаны по мотивам его произведений. Особенной популярностью его сюжеты пользовались в России:
- «Жизель» — балет, первая постановка 1841 г. Сценарий написан Готье совместно с Анри де Сен-Жоржем и Жаном Коралли по легенде, пересказанной Генрихом Гейне.
- «Пакеретта» — балет, поставленный Артуром Сен-Леоном по сценарию Готье.
- «Дочь фараона» — балет композитора Цезаря Пуни. Либретто написано балетмейстером Мариусом Петипа и Сен-Жоржем по роману Готье «Роман о мумии».
- «Царь Кандавл» — балет, поставленный М. Петипа по одноимённой новелле Готье.
- «Павильон Армиды» — балет композитора Александра Черепнина, поставленный Михаилом Фокиным в 1907 году в Мариинском театре. С 1909 года был одним из наиболее значительных спектаклей «Русских сезонов». Спектакль был оформлен Александром Бенуа, он же был автором сценария, в основу которого положена новелла Готье «Омфала».
- «Египетские ночи» — балет по новелле «Ночь Клеопатры», сочинён в 1901 году Л. Ивановым на музыку А. С. Аренского, но постановка не была доведена до показа. М. М. Фокин вновь поставил балет в 1908 году.
- «Видение розы» — одноактный балет, поставленный в 1911 году М. М. Фокиным по мотивам одноимённой поэмы на музыку пьесы Карла Марии фон Вебера[7].

### Романы
- «Мадемуазель де Мопен» (Mademoiselle de Maupin. Double amour) (1835)
- «Эльдорадо, или Фортунио» (L’Eldorado ou Fortunio) (1837—1838)
- «Милитона» (Militona) (1847)
- «Невинные распутники» (Les Roués innocents) (1847)
- «Две звезды» (Les Deux étoiles (1848), devenu Partie carrée (1851), et, enfin, La Belle Jenny (1865))
- «Жан и Жанетта» (Jean et Jeannette) (1850)
- «Роман о мумии» (Le Roman de la momie) (1858)
- «Капитан Фракасс» (Le Capitaine Fracasse) (1863)

### Новеллы
- Хозяйка кафе (La Cafetière) (1831)
- Онуфриус (Onuphrius) (1832)
- Элиас Вильдманстадиус (Élias Wildmanstadius) (1832)
- Под столом (Sous la table) (1833)
- Даниель Жовар (Daniel Jovard) (1833)
- То и это (Celle-ci et celle-là) (1833)
- Чаша с пуншем (Le Bol de punch) (1833)
- Соловьиное гнездо (Le Nid de rossignols) (1833)
- Омфала. История рококо (Omphale. Histoire rococo) (1834)
- Собачка маркизы (Le Petit Chien de la marquise) (1836)
- Любовная смерть (La Morte amoureuse) (1836)
- Золотая цепь или Разделенный любовник (La Chaîne d’or ou L’Amant partagé) (1837)
- Трубка опиума (La Pipe d’opium) (1838)
- Ночь Клеопатры (Une nuit de Cléopâtre) (1838)
- Душа дома (L'Âme de la maison) (1839)
- Золотое руно (La Toison d’or) (1839)
- Нога мумии (Le Pied de momie) (1840)
- Двойной кавалер (Le Chevalier double) (1840)
- Два актёра на одну роль (Deux acteurs pour un rôle) (1841)
- Тысяча и вторая ночь (La Mille et Deuxième Nuit) (1842)
- Ночной визит (Une visite nocturne) (1843)
- Царь Кандавл (Le Roi Candaule) (1844)
- Пастух (Le Berger) (1844)
- Подушка девочки (L’Oreiller d’une jeune fille) (1845)
- Клуб гашишистов (Le Club des hachichins) (1846)
- Водный павильон (Le Pavillon sur l’eau) (1846)
- Дитя в дырявых туфлях (L’Enfant aux souliers de pain) (1849)
- Аррия Марцелла (Arria Marcella) (1852)
- Аватар (Avatar) (1856)
- Джеттатура (Jettatura) (1856)
- Спирита (Spirite) (1865)
- Ложное обращение (La Fausse conversion) (1866)
- Листки из альбома юного мазилы (Feuillets de l’album d’un jeune rapin) (1866)
- Мадмуазель Дафне (Mademoiselle Dafné) (1866)

### Поэзия
- «Стихи» (Poésies) (1830)
- «Альбертус» («Albertus») (1833)
- «Комедия смерти» (La Comédie de la mort) (1838)
- «Испания» (Espagna) (1845)
- «Эмали и камеи» (Émaux et camées) (1852)

### Путевые заметки
- «Путешествие в Испанию» (Le Voyage en Espagne) (1843)
- «Зигзаги» (Zigzags) (1845); позднее, с дополнениями, «Капризы и зигзаги» (Caprices et zigzags) (1852)
- «Италия» (Italia) (1852)
- «Константинополь» (Constantinople) (1853).
- «Во время странствий» (Quand on voyage) (1865), сборник очерков
- «Вдали от Парижа» (Loin de Paris) (1865)
- «Впечатления от путешествия в Швейцарию» (Impressions de Voyage en Suisse) (1865)
- «Путешествие в Россию» (Voyage en Russie) (1867)
- «Восток» (L’Orient) (1877)
- Les Vacances du lundi (1884)

### Публикации на русском языке
- Избранные сочинения. В 2-х тт. — М.: Художественная литература, 1972.
- Теофиль Готье. Эмали и камеи / Сост. Г. К. Косиков. — Москва: Радуга, 1989. — 368 с. — 39 000 экз. — ISBN 5-05-002427-7.
- Теофиль Готье. Путешествие в Россию. — М., «Мысль», 1990. — 400 с., 35 000 экз.
- Два актёра на одну роль. Сборник новелл. — М.:Правда, 1991. — 528 с.
- Мадемуазель де Мопен. — М.: Терра, 1997. — 350 с.
- Путешествие на Восток. — М.: Издательство имени Сабашниковых, 2000. — 344 с.
- Теофиль Готье. Эмали и камеи. — Москва: Текст, 2011. — 253 с. — 3000 экз. — ISBN 978-5-7516-0992-4.
- Романическая проза. В 2-х тт. Серия «Литературные памятники». Ладомир, Наука. 2012/ Романы: Фортунио; Царь Кандавл; Невинные распутники; Двое на двое; Милитона; Роман о мумии; Жан и Жанетта; Аватара; Джеттатура; Спирита
- Собрание сочинений в шести томах. — Издательство «Терра», «Книжный клуб Книговек», 2017 г., серия Библиотека зарубежной классики. ISBN 978-5-4224-1314-0